# 小行星8187
小行星8187（8187 Akiramisawa）是一颗绕太阳运转的小行星，为主小行星带小行星。该小行星于1992年12月15日发现。

## 轨道参数
小行星8187的轨道半长轴为2.9885906 UA，离心率为0.117。